# الیکایی خاکستری
الیکایی خاکستری (نام علمی: Cantorchilus griseus) نام یک گونه از سرده کنارخوان‌ها است.